# Conseil judiciaire suprême de Libye
Pour les articles homonymes, voir CJS.
Le Conseil judiciaire suprême de Libye est l'organe judiciaire libyen chargé d'organiser le système judiciaire libyen, qui existe depuis la guerre civile libyenne de 2011. Le CJS conserve sa structure d'organe national unique tout au long du conflit malgré la scission politique et connaît en 2019 des « élections transparentes » à l'échelle de la Libye et un « transfert pacifique du pouvoir », selon la Mission d'appui des Nations unies en Libye.

## Création
Le Conseil judiciaire suprême (CJS) est défini dans la loi n° 4 de 2011 à la suite de la guerre civile libyenne de 2011 en remplacement du Haut Conseil des organes judiciaires de l'ère Mouammar Kadhafi qui est créé en 2006, dans le but d'avoir plus d'indépendance vis-à-vis de autres composantes du système gouvernemental. Contrairement au Conseil supérieur des organes judiciaires, le ministre de la Justice est exclu de la fonction de président ou de membre ordinaire du Conseil supérieur de la magistrature. La Commission internationale de juristes (CIJ) juge que ce changement "[renforce] de manière significative" l'indépendance du pouvoir judiciaire. La loi n° 4 de 2011 apporte une modification à la loi n° 6 de 2006:23. 

## Rôle et indépendance
Le rôle du CJS en vertu de la loi n° 6 de 2006, telle que modifiée par la loi n° 4 de 2011, couvre l'organisation des "affaires judiciaires" et les responsabilités à l'égard des membres des organes judiciaires:23. La loi n° 14 de 2013 confère au CJS un budget distinct du budget de l'État:24.  
Le CJS élit son président et son vice-président parmi ses membres:24.
En 2016, la CIJ formule des recommandations détaillées pour renforcer « [l'indépendance institutionnelle, financière et administrative] » du CJS par rapport à la branche exécutive du gouvernement. 

## Composition
La loi n° 6 de 2006 (modifiée par la loi n° 4 de 2011) et la loi n° 14 de 2013 définissent ensemble la composition du CJS, qui comprend le président de la Cour suprême, le procureur général, les présidents de sept cours d'appel et des représentants des départements gouvernementaux (ministères), notamment le département du contentieux, le département de la défense juridique publique, le département juridique et le département de l'inspection des organes judiciaires:24.
À la mi-2016, le CJS est un organe exclusivement masculin. Une femme est élue représentante de la cour d'appel de Benghazi auprès du CJS à la mi-2016:25. En 2016, la Commission internationale de juristes émet des recommandations détaillées en recommandant que le CJS devienne plus "pluraliste et représentatif du genre, avec une majorité de juges élus par leurs pairs". 

## Unité pendant le conflit civil libyen
Le CJS vise à conserver son unité en tant qu'organe national pendant la poursuite du conflit politique et militaire libyen qui a commencé en 2014. Il rencontre le chef du Conseil présidentiel et du gouvernement d'entente nationale, Fayez el-Sarraj, en juillet 2016 et, à partir de la mi-2017, tient des réunions mensuelles régulières à Benghazi. En octobre 2019, le SJC procède à une nouvelle élection de ses membres et se réunit à Tripoli. Il fait valoir qu'au cours des cinq années de conflit en Libye, le CJS est resté indépendant et unifié. La Mission d'appui des Nations unies en Libye (UNSMIL) décrit les élections du CJS de 2019 comme "un exemple de démocratie et de transfert pacifique du pouvoir en Libye... [qui reflète] l'indépendance et le professionnalisme du pouvoir judiciaire, qui est une institution clé renforçant le pouvoir". du droit et des droits de l'homme en Libye. 